# Marta Zoffoli
Marta Zoffoli (Roma, 7 luglio 1972) è un'attrice italiana.

## Biografia
Nasce a Roma, da una famiglia di origini romagnole. Inizia a lavorare come attrice bambina, apparendo per la prima volta nel film di Giovanni Fago Il maestro di violino, accanto a Domenico Modugno. Nei primi anni ottanta, recita in Tre fratelli di Francesco Rosi, con il quale partecipa al festival di Cannes del 1981. Nello stesso anno recita in Quando la coppia scoppia del 1981 di Steno e in Carcerato di Alfonso Brescia. Nel 1982 prende parte a Tradimento e l'anno seguente a Desiderio. Nel 1985 è tra i protagonisti del film americano "Saving Grace" di Robert Young.
Frequenta l'Accademia Nazionale di Danza a Roma e nel 1994 si diploma al Centro sperimentale di cinematografia.
Da adulta prosegue l'attività di attrice: nel 1997 è nel cast del film biblico per la TV Salomone, nel 2000 compare in un episodio della prima serie di Don Matteo e nel 2005 recita nel lungometraggio Offerte speciali.
Nel 2007 prende parte alla prima serie di Donna detective, nello stesso anno In teatro nel 2007 è la protagonista di Quattro matrimoni e un funerale accanto a Giampiero Ingrassi.
Nel 2009 ha recitato nella sesta stagione Un medico in famiglia nel ruolo di Denise, la conduttrice del reality a cui partecipa Giulio Pittaluga (Ugo Dighero).
Nel 2010 ottiene il suo ruolo di maggiore spicco, recitando nella quarta serie de I Cesaroni nel ruolo di Emma, la psicologa che cura Giulio Cesaroni (Claudio Amendola) e poi si innamorerà di lui.
Da luglio 2011 a fine agosto 2011 è stata sul set di To Rome with Love, regia di Woody Allen; nello stesso anno è nel cast di Femmine contro maschi.
Tra il 2014 e il 2015 è tra i protagonisti delle serie TV Le mani dentro la città, sesta e settima Squadra antimafia e nella serie TV Squadra mobile in onda su canale 5.
Nel 2016 è tra le protagoniste del film Die Göttliche Ordnung della regista svizzera Petra Volpe.

## Filmografia

### Cinema
- Il maestro di violino, regia di Giovanni Fago (1976)
- Tre fratelli, regia di Francesco Rosi (1981)
- Carcerato, regia di Alfonso Brescia (1981)
- Quando la coppia scoppia, regia di Steno (1981)
- Tradimento, regia di Alfonso Brescia (1982)
- Desiderio, regia di Anna Maria Tatò (1983)
- Oddio, ci siamo persi il papa (Saving Grace) regia di Robert M. Young (1986)
- Offerte speciali, regia di Gianni Gatti - cortometraggio (2005)
- Ex, regia di Fausto Brizzi (2009)
- Maschi contro femmine, regia di Fausto Brizzi (2010)
- Femmine contro maschi, regia di Fausto Brizzi (2011)
- To Rome with Love, regia di Woody Allen (2011)
- Contro l'ordine divino (Die göttliche Ordnung), regia di Petra Volpe (2017)
- The Equalizer 3 - Senza tregua (The Equalizer 3), regia di Antoine Fuqua (2023)

### Televisione
- Salomone - miniserie TV (1997)
- Bonanno - La storia di un padrino - film TV (1999)
- Don Matteo, regia di Enrico Oldoini (2000) (episodio 1x08)
- Cuore contro cuore - serie TV (2004)
- Carabinieri 5 - serie TV (2006)
- La sacra famiglia - miniserie TV (2006)
- Donna detective - serie TV (2007)
- Nati ieri - serie TV (2007)
- Un medico in famiglia 6 - serie TV (2009)
- Il falco e la colomba - miniserie TV (2009)
- I Cesaroni 4 - serie TV (2010)
- Squadra antimafia 6 - serie TV, 8 episodi (2014)
- Zio Gianni - serie TV (2014)
- Le mani dentro la città - serie TV (2014)
- Squadra antimafia 7 - serie TV, 7 episodi (2015)
- Squadra mobile, regia di Alexis Sweet - serie TV (2015)
- Ei Fu, conquiste e disfatte di Napoleone Bonaparte, regia di Graziano Conversano - documentario Rai Storia (2021)
- Prisma, regia di Ludovico Bessegato - serie TV, episodi 1x03-1x06 (2022)

## Spot
- Cameo, Mulino Bianco.